# Panzerfaust

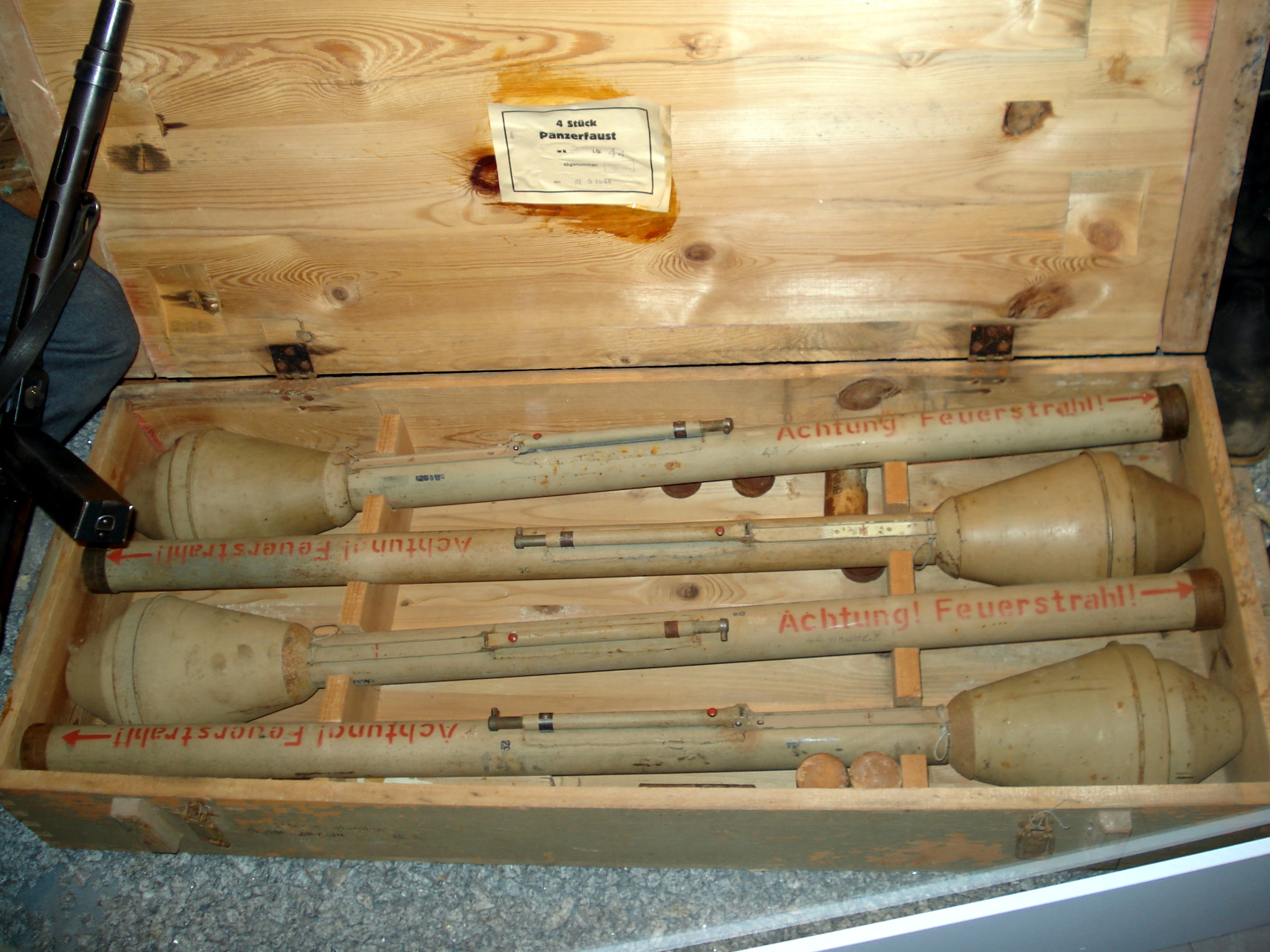
Vier Panzerfäuste in de originele kist

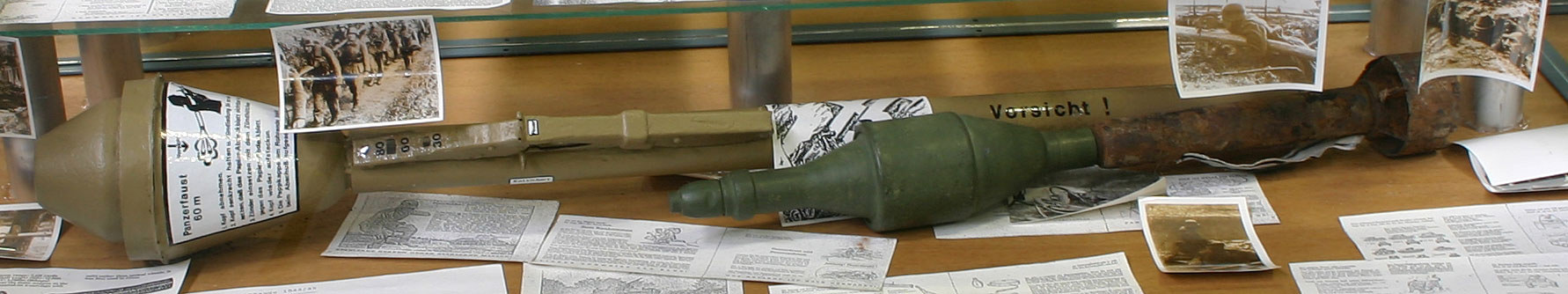
Links een Panzerfaust en rechts een 88 mm granaat voor de Panzerschreck

De Panzerfaust (letterlijk "pantservuist", Duits voor de pantserwant of gantelet van een harnas) was een goedkoop, terugslagloos Duits antitankwapen uit de Tweede Wereldoorlog. Het bestond uit een klein, weg te gooien, voorgeladen terugslagloos kanon — de lading werd dus niet door een raket aangedreven, zoals vaak wordt gedacht. De Panzerfaust verving de eerder gebruikte Faustpatrone en werd tot het einde van de oorlog in verschillende versies gebruikt. Gedeeltes van het concept kunnen herkend worden als het patroon waarnaar de Sovjet RPG-7 is ontworpen.
De ontwikkeling begon in 1942 als een grotere versie van de Faustpatrone. Het resulterende wapen was de Panzerfaust, een zeer simpel wapen dat maar vijf tot tien kilogram woog. Het bestond uit een buis van lage kwaliteit staal, die ongeveer een meter lang was met een diameter van vier tot zes centimeter. Aan de bovenkant van de buis zat een trekker met daaroverheen een langwerpige stalen beschermingskap met een reeks gaten erin die omhooggeklapt meteen als een simpel vizier kon dienen. Er zat geen korrel aan de voorkant, aangezien de rand van het projectiel als zodanig gebruikt werd. Binnenin de buis zat een lading buskruit als drijfstof. Door de trekker over te halen deblokkeerde men een veer die dan in een slaghoedje aan de zijkant sloeg. Aan de voorkant zat een projectiel met een diameter van vijftien cm en een gewicht van drie kg. Het projectiel bevatte ongeveer 800 gram aan explosief. Aan de kop zat van achteren een houten steel vast die in de buis stak en waaromheen vier soepele stabilisatievinnen gewikkeld waren.
De Panzerfaust droeg vaak waarschuwingen in rode letters op de achterkant van de buis, de woorden waren meestal Achtung! Feuerstrahl!, vanwege de vuurstraal die uit de achterkant van het wapen kwam. Het was terugslagloos doordat het daar open was en de reactiekracht van de naar achteren geblazen gassen de kracht die op het projectiel uitgeoefend werd, compenseerde. Na het vuren werd de buis weggegooid, dit maakt de Panzerfaust het eerste na gebruik af te danken antitankwapen. De holle lading was in staat tot 200 mm aan staal te doorboren, genoeg om elk pantservoertuig uit die tijd uit te schakelen. De Panzerfaust had voor zijn tijd een erg goed doorslagvermogen. Dat had men bereikt door als explosief cycloniet te gebruiken, een krachtige maar bij vorst instabiele springstof. Om te voorkomen dat de kop in de winter al bij het afvuren zou exploderen, was het cycloniet gestabiliseerd met bijenwas. Door de haastige productie in oorlogsomstandigheden liet de kwaliteit nog al eens te wensen over en voortijdige explosies waren niet zeldzaam. Het wapen kreeg hierdoor een slechte reputatie bij de troepen.
In stedelijk gebied, waar het korte zicht maakte dat het wapen makkelijk gebruikt kon worden, bleek het uitermate dodelijk en vernietigde een groot aantal Sovjetvoertuigen tijdens de slag om Berlijn. De constructie was zo simpel dat de Panzerfäuste in een stad gemaakt konden worden terwijl deze onder vuur lag, waardoor kruiwagens ladingen aan Panzerfäuste naar de verdedigers gebracht konden worden. De Duitse industriële productie was wegens de geallieerde bombardementen sterk gedecentraliseerd en over vele kleine werkplaatsen verspreid.
Veel Panzerfäuste werden verkocht aan Finland, dat er veel gebruik van maakte omdat zij antitankwapens miste die de sterkste Sovjettanks konden uitschakelen, de T-34 en de KV-1.
Er werden omdat de technologie zich ontwikkelde verschillende verbeterde versies geproduceerd. Het grote probleem met de oorspronkelijke massaproductieversie, de Panzerfaust 30 uit augustus 1943 met een gewicht van 6,9 kg, was dat het operationeel bereik, zoals de naam al aangaf, slechts dertig meter bedroeg. Dertig meter (per seconde) was ook de aanvangssnelheid en als de granaat door een geknielde soldaat recht naar het doel geschoten zou worden, zou die al na luttele meters de grond inslaan. Men was dus gedwongen in een forse boog te schieten en na een dertigtal meters werd de kans om zelfs een tank te raken verwaarloosbaar klein. De effectieve dracht (50% trefkans) was maar een schamele twintig meter. Daarbij kwam dat de schutter voor zijn eigen veiligheid een afstand van minstens tien meter tot het doel moest houden. Het wapen kon dus slechts in een nauw bereik gebruikt worden.
Hierom werd de Panzerfaust 60 ontwikkeld met een sterkere drijflading die een aanvangssnelheid van 45 meter per seconde had en een operationeel bereik van zestig meter. Dit wapen, met een gewicht van 8,5 kg, werd geïntroduceerd in augustus 1944. De schietbuisdiameter was verhoogd van vier naar vijf centimeter.
In november 1944 kwam de Panzerfaust 100 uit met een bereik van honderd meter en een aanvangssnelheid van zestig m/s. De schietbuis was nu van zes centimeter kaliber; het gewicht steeg naar 9,4 kg. Tegen het eind van de oorlog verscheen de Panzerfaust 150; deze versie had twee successief te ontsteken drijfladingen voor een bereik van 150 meter en was herlaadbaar; na zo'n tien schoten was het slechte staal echter zó gerekt, dat verder gebruik te gevaarlijk zou zijn.
| Type            | Gewicht    | Gewicht (drijflading) | Ø van de Gevechtskop | Aanvangssnelheid Vmax | operationeel bereik | doorslagvermogen- |
| --------------- | ---------- | --------------------- | -------------------- | --------------------- | ------------------- | ----------------- |
| Faustpatrone 30 | 2,7-3,2 kg | 70 g                  | 100 mm               | 28 m/s                | 30 m                | 140 mm            |
| Panzerfaust 30  | 6,9 kg     | 95-100 g              | 149 mm               | 30 m/s                | 30 m                | 200 mm            |
| Panzerfaust 60  | 8,5 kg     | 120-134 g             | 149 mm               | 45 m/s                | 60 m                | 200 mm            |
| Panzerfaust 100 | 9,4 kg     | 190-200 g             | 149 mm               | 60 m/s                | 100 m               | 200 mm            |
| Panzerfaust 150 | 6,5 kg     | tweemaal 100 g        | 106 mm               | 85 m/s                | 150 m               | 280-320 mm        |

De Panzerfaust was in het Duitse leger een wapen op het laagste sectieniveau. Het pelotonswapen werd de Panzerschreck, een herlaadbare raketwerper.
Hoewel zeer gevreesd door westerse tankbemanningen, werd de Panzerfaust door Amerikaanse en Britse ontwerpers niet al te serieus genomen. Ze ontwierpen zelf terugstootloze kanonnen maar die waren veel zwaarder en gecompliceerder. De Britten gebruikten als vergelijkbaar wapen de PIAT, een draagbare en herlaadbare mortier met een zeer zware terugstoot; de Amerikanen de Bazooka, een raketwerper.
Na de heroprichting van het West-Duitse leger in 1956 bleef het gebruikelijk om allerlei draagbare antitankwapens Panzerfaust te noemen, ook raketwerpers zoals de moderne Duitse Panzerfaust 3.

## Vuurwerk
Er bestaat ook vuurwerk dat de naam Stielhandgranate Panzerfaust draagt. Het is geïnspireerd op het originele Duitse wapen, en wordt gemaakt in Tsjechië.
Deze Panzerfaust bevat een NEM (Netto Explosieve Massa) 270 gram flashkruit, ontbrandt via een Monettilont, en is bevestigd op een stevige kartonnen huls die op hout lijkt.